# Pericalymma
Pericalymma es un género con cuatro especies de plantas fanerógamas perteneciente a la familia Myrtaceae. Es originario del norte de Queensland en Australia.

## Especies
- Pericalymma crassipes (Lehm.) Schauer in J.G.C.Lehmann, Pl. Preiss. 1: 120 (1844).
- Pericalymma ellipticum (Endl.) Schauer in J.G.C.Lehmann, Pl. Preiss. 1: 120 (1844).
- Pericalymma megaphyllum Cranfield, Nuytsia 13: 18 (1999).
- Pericalymma spongiocaule Cranfield, Nuytsia 13: 20 (1999).